# Episodi di H2O (seconda stagione)
La seconda stagione della serie televisiva H2O è stata trasmessa in Italia dal 29 maggio al 4 luglio 2008 su Italia 1.
La prima parte della stagione è stata diretta da Jeffrey Walker, mentre la seconda da Colin Budds.
| nº | Titolo originale                 | Titolo italiano                      | Prima TV Australia | Prima TV Italia |
| -- | -------------------------------- | ------------------------------------ | ------------------ | --------------- |
| 1  | Control                          | Tempo di burrasca                    | 28 settembre 2007  | 29 maggio 2008  |
| 2  | Fire and Ice                     | Poteri sotto controllo               | 5 ottobre 2007     | 30 maggio 2008  |
| 3  | Double Trouble                   | L'occasione persa                    | 12 ottobre 2007    | 3 giugno 2008   |
| 4  | Emma Rebel                       | La ribellione di Emma                | 19 ottobre 2007    | 4 giugno 2008   |
| 5  | Hocus Pocus                      | La pozione dei desideri              | 26 ottobre 2007    | 5 giugno 2008   |
| 6  | Pressure Cooker                  | Cuoca a pressione                    | 2 novembre 2007    | 6 giugno 2008   |
| 7  | In Hot Water                     | Acqua bollente                       | 9 novembre 2007    | 9 giugno 2008   |
| 8  | Wrong Side of the Tracks         | Dalla parte sbagliata                | 16 novembre 2007   | 10 giugno 2008  |
| 9  | Riding for a Fall                | Lezioni di equitazione               | 23 novembre 2007   | 11 giugno 2008  |
| 10 | Missed the Boat                  | Il compito di biologia               | 30 novembre 2007   | 12 giugno 2008  |
| 11 | In Over Our Heads                | Sopra le teste                       | 7 dicembre 2007    | 13 giugno 2008  |
| 12 | Monster                          | Febbre da pesce                      | 14 dicembre 2007   | 16 giugno 2008  |
| 13 | Moonwalker                       | La Luna piena                        | 21 dicembre 2007   | 17 giugno 2008  |
| 14 | Cleo vs. Charlotte               | Grandi cambiamenti                   | 28 dicembre 2007   | 18 giugno 2008  |
| 15 | Irresistable                     | Irresistibile                        | 4 gennaio 2008     | 19 giugno 2008  |
| 16 | Double Trouble                   | Doppio guaio                         | 11 gennaio 2008    | 20 giugno 2008  |
| 17 | Moonstruck                       | Stregate dalla Luna                  | 18 gennaio 2008    | 23 giugno 2008  |
| 18 | The Heat is On                   | L'anniversario                       | 25 gennaio 2008    | 24 giugno 2008  |
| 19 | The Gracie Code (1)              | Il segreto di Gracie (prima parte)   | 1º febbraio 2008   | 25 giugno 2008  |
| 20 | The Gracie Code (2)              | Il segreto di Gracie (seconda parte) | 8 febbraio 2008    | 26 giugno 2008  |
| 21 | Then There Were Four             | La quarta sirena                     | 15 febbraio 2008   | 27 giugno 2008  |
| 22 | Bubble, Bubble, Toil and Trouble | Una supersirena                      | 22 febbraio 2008   | 30 giugno 2008  |
| 23 | Reckless                         | Spericolata                          | 29 febbraio 2008   | 1º luglio 2008  |
| 24 | Three's Company                  | Il numero perfetto                   | 7 marzo 2008       | 2 luglio 2008   |
| 25 | Sea Change                       | L'amore ritrovato                    | 14 marzo 2008      | 3 luglio 2008   |
| 26 | Unfathomable                     | La magia persa                       | 21 marzo 2008      | 4 luglio 2008   |

## Tempo di burrasca
- Titolo originale: Control
- Diretto da: Jeffrey Walker
- Scritto da: Philip Dalkin

### Trama
In occasione della Luna piena, Lewis scarica un programma coreano per sapere esattamente a che ora sorge e tramonta la Luna; tuttavia, non avendo fatto i conti con il fuso orario, quando Cleo e Rikki, ospiti da Emma con Lewis, decidono di tornare a casa propria, la Luna è già spuntata e colpisce tutte e tre le sirene, che si tuffano in mare e raggiungono la piscina naturale di Mako. Anche Lewis, accortosi del guaio, si reca a Mako, ma, quando cerca di convincere Cleo, Emma e Rikki a tornare a casa, le tre sirene evocano una tempesta, che lo scaraventa in cielo.
La mattina dopo, quando le sirene cercano di usare i propri poteri, scoprono che questi sono diventati più forti: Cleo può ora controllare il vento, Rikki i fulmini e il fuoco, ed Emma può creare la neve. Rintracciato Lewis, infreddolito e spaventato, sull'isola Mako, Cleo, Emma e Rikki decidono di non usare i loro poteri fino a quando non saranno in grado di controllarli.

## Poteri sotto controllo
- Titolo originale: Fire and Ice
- Diretto da: Jeffrey Walker
- Scritto da: Max Dann

### Trama
Per non essere bagnata dall'irrigatore del giardino della scuola, Cleo utilizza i nuovi poteri, ma finisce per inzuppare Charlotte, una nuova studentessa. Lewis decide di aiutare le ragazze a controllare i loro poteri, ma le troppe attenzioni esasperano Cleo, che lo lascia. Alla fine, grazie a una tecnica basata sulla precisione, le tre sirene riescono a domare i nuovi poteri.
- Altri interpreti: Brittany Byrnes (Charlotte Watsford), Alan David Lee (Don Sertori), Cleo Massey (Kim Sertori), Ariu Lang Sio (Wilfred), Trent Sullivan (Elliot Gilbert).

## L'occasione persa
- Titolo originale: Double Trouble
- Diretto da: Jeffrey Walker
- Scritto da: Anthony Morris

### Trama
Rikki incontra Zane dopo molto tempo e sente di non essergli indifferente; dopo aver litigato con lui per un bacio rubato, la ragazza cerca di evitarlo, ma a causa di Nate, Zane scopre che è ancora una sirena, ma giura di non rivelarlo a nessuno, e i due si rimettono insieme di nascosto. Intanto Cleo, gelosa del rapporto che sta nascendo tra Lewis e Charlotte, cerca di provocarla in tutti i modi.
- Altri interpreti: Burgess Abernathy (Zane Bennett), Jamie Timony (Nate), Brittany Byrnes (Charlotte Watsford).

## La ribellione di Emma
- Titolo originale: Emma Rebel
- Diretto da: Jeffrey Walker
- Scritto da: Chris Anastassiades

### Trama
I genitori di Emma partono per il fine settimana e la ragazza, lasciata a casa da sola con il fratello, decide di invitare le amiche da lei, ma solo Rikki è libera: in breve tempo, però, la ragazza trasforma la casa di Emma in un porcile. Avendo visto che Elliot preferisce Rikki a lei, Emma decide di dimostrare che anche lei sa essere divertente e ribelle, e organizza una grande festa a casa. Intanto Lewis, temendo di non essere abbastanza maschio, decide di prendere lezioni di karate da Nate, che sta inviando dei regali anonimi a Cleo. Alla festa di Emma, scoperto che Nate sta corteggiando Cleo, Lewis e il ragazzo ingaggiano una lotta, finendo per rompere un soprammobile. I genitori di Emma tornano proprio in quel momento e Rikki si prende la colpa di aver organizzato la festa, ma alla fine Emma confessa alla madre di essere stata lei.
- Altri interpreti: Brittany Byrnes (Charlotte Watsford), Jamie Timony (Nate), Trent Sullivan (Elliot Gilbert), Cleo Massey (Kim Sertori), Caroline Kennison (Lisa Gilbert), Jared Robinsen (Neil Gilbert), Ariu Lang Sio (Wilfred), Alex Kuzelicki (istruttore di karate), Alan David Lee (Don Sertori).

## La pozione dei desideri
- Titolo originale: Hocus Pocus
- Diretto da: Jeffrey Walker
- Scritto da: Kirsty Fisher

### Trama
Lewis acquista su internet un vecchio libro sulla mitologia delle sirene, che contiene formule magiche per controllare ed incrementare i loro poteri. Solo Cleo, però, dimostra un po' di interesse e, dopo aver trovato la ricetta di una pozione che esaudisce i desideri, convince le amiche a provarla perché vuole che sua madre torni a casa. Le sirene, insieme a Lewis, preparano la pozione nella cella frigorifera del JuiceNet, ma non sembra sortire gli effetti desiderati e Rikki, per fare uno scherzo, la scalda senza farsi vedere. Tornata a casa con un po' della pozione, Cleo scopre che funziona, ma soltanto quando è trasformata in sirena. Intanto, la pozione rimasta al JuiceNet aumenta di volume, riempiendo tutto il locale. Alla fine, grazie alla pozione intatta portata via da Cleo, le ragazze riescono a farla sparire.
- Altri interpreti: Brittany Byrnes (Charlotte Watsford), Cleo Massey (Kim Sertori), Ariu Lang Sio (Wilfred), Alan David Lee (Don Sertori).

## Cuoca a pressione
- Titolo originale: Pressure Cooker
- Diretto da: Jeffrey Walker
- Scritto da: Simon Butters

### Trama
Cleo e Kim credono che il padre esca con una donna e, quando l'uomo annuncia loro di averla invitata a cena, si convincono che voglia sposarla. La donna si presenta a casa Sertori con la figlia, che non è altri che Charlotte, e questo crea della tensione tra la ragazza e Cleo, soprattutto quando Lewis viene convinto a restare a cena. Cleo decide quindi di sabotare la cena e, con l'aiuto di Emma e Rikki, riesce a far scappare la madre di Charlotte, scoprendo però che non era la nuova fidanzata del padre, ma una chef che stava valutando di entrare in affari con Don per la fornitura di pesce. Il giorno dopo, però, le sirene riescono a rimediare e convincono la donna a comprare il pesce da Don.
- Altri interpreti: Brittany Byrnes (Charlotte Watsford), Tiffany Lamb (Annette), Cleo Massey (Kim Sertori), Ariu Lang Sio (Wilfred), Alan David Lee (Don Sertori).

## Acqua bollente
- Titolo originale: In Hot Water
- Diretto da: Jeffrey Walker
- Scritto da: Joss King

### Trama
Per poter pagare le riparazioni del computer portatile, Lewis decide di trovarsi un lavoro e viene assunto come gelataio al parco acquatico, senza sapere che così facendo ruba il posto di Cleo, appena licenziata. Emma e Rikki decidono di sabotare il suo lavoro e lo raggiungono al parco passando per il cancello della vasca del delfino Ronnie. Lewis, però, le scopre e, mentre parla con loro, il delfino scappa: il ragazzo viene incolpato del furto, ma alla fine, grazie alle sirene, Ronnie torna al parco acquatico e Lewis si licenzia, ridando il suo posto a Cleo.
- Altri interpreti: Brittany Byrnes (Charlotte Watsford), Joey Massey (Ollie), Matthew Okine (Laurie).

## Dalla parte sbagliata
- Titolo originale: Wrong Side of the Tracks
- Diretto da: Jeffrey Walker
- Scritto da: Sam Carroll

### Trama
Mentre è in giro con Zane, Nate ruba lo stemma di una vecchia moto e lo consegna all'amico. Zane, però, decide di riportarlo al proprietario, ma questi lo caccia in malo modo; in seguito, il ragazzo litiga con Rikki e, per scusarsi, va a casa sua, ma scopre che Rikki gli ha mentito riguardo a dove abita e, quando l'affronta, la sirena si tuffa in mare, rifugiandosi a Mako. Zane si rivolge quindi a Emma e Cleo, facendo capire loro che sa che sono ancora delle sirene. Convinta dalle amiche, Rikki racconta a Zane la verità, cioè che la moto è di suo padre, e gli mostra la sua casa. La mattina seguente, per far pace con il padre di Rikki, Zane ripara la moto, che l'uomo cercava di rimettere in funzione da tempo. Per festeggiare, Rikki invita le amiche e Lewis a casa sua, decidendo di non vergognarsi più del posto in cui vive.
- Altri interpreti: Burgess Abernethy (Zane Bennett), Brittany Byrnes (Charlotte Watsford), Andy McPhee (Terry Chadwick), Ariu Lang Sio (Wilfred), Jamie Timony (Nate).

## Lezioni di equitazione
- Titolo originale: Riding for a Fall
- Diretto da: Jeffrey Walker
- Scritto da: Susan Macgillicuddy

### Trama
Emma viene costretta dalla madre ad accompagnare Elliot a lezione di equitazione, dove incontra Ash, un giovane insegnante, che fa affiorare il suo lato competitivo. Emma finisce per avvelenare inconsapevolmente Ribelle, il cavallo di Ash. La ragazza, però, riesce a guarirlo, passando la notte insieme al cavallo e tenendolo al freddo grazie ai suoi poteri.
Intanto, Lewis deve partecipare alla premiazione di un concorso di invenzioni e invita Cleo ad accompagnarlo; la ragazza, però, rifiuta pensando che non sia una buona idea. Saputo della premiazione e che Lewis non ha qualcuno che lo accompagni, Charlotte si autoinvita; nel frattempo, però, Cleo cambia idea e il ragazzo, trovandosi conteso tra le due, decide di fingersi malato e andare da solo. Tuttavia, sia Charlotte sia Cleo, non sapendo l'una dell'altra, decidono di presentarsi alla premiazioni al posto del ragazzo e, quando si recano al bar per prendere la limousine che le porterà alla premiazione, scoprono che Lewis ha mentito e che hanno anche lo stesso vestito.
- Altri interpreti: Brittany Byrnes (Charlotte Watsford), Craig Horner (Ash Dove), Caroline Kennison (Lisa Gilbert), Ariu Lang Sio (Wilfred), Trent Sullivan (Elliot Gilbert).

## Il compito di biologia
- Titolo originale: Missed the Boat
- Diretto da: Jeffrey Walker
- Scritto da: Max Dann

### Trama
Cleo prende un brutto voto nel compito di biologia e, per rimediare, il professore le assegna come tutor Charlotte, che cerca di impegnare Cleo per tutto il fine settimana in modo da poter passare del tempo con Lewis. Charlotte chiede al ragazzo di accompagnarla all'isola Mako per poter visitare il luogo soggetto di molti dipinti di sua nonna, e Lewis decide di assecondarla, anche se Emma, Rikki e Cleo non sono d'accordo. Per sorvegliargli, le sirene li seguono a Mako, ma Cleo cade in acqua e Lewis, accortosi di lei, cerca di distrarre Charlotte; quest'ultima, però, fraintendendo, lo bacia.
- Altri interpreti: Brittany Byrnes (Charlotte Watsford), Alan David Lee (Don Sertori), Cleo Massey (Kim Sertori).

## Sopra le teste
- Titolo originale: In Over Our Heads
- Diretto da: Jeffrey Walker
- Scritto da: Anthony Morris

### Trama
Zane propone a Rikki di cercare una cassa contenente una statuetta tibetana, appartenente ad alcuni amici di suo padre, che risulta dispersa in mare dopo un naufragio e sulla quale sussiste una ricompensa di diecimila dollari. La ragazza, all'inizio, rifiuta, ma quando scopre che suo padre non ha i soldi sufficienti per pagare i conti e che potrebbero doversi trasferire, accetta di aiutare Zane, chiedendo l'aiuto di Emma e Cleo, ma senza nominare la ricompensa. Quando le due ragazze lo scoprono, decidono di abbandonare la ricerca, lasciando Rikki a esaminare il fondale da sola. Trovata la statuetta, Rikki decide di recuperarla pur essendo molto stanca e attacca un gancio alla cassa per sollevarla; tuttavia, prima che Zane riesca a tirarla fuori dall'acqua, il gancio cede e il baule colpisce Rikki sulla fronte, facendole perdere i sensi.
Zane chiama Emma, Cleo e Lewis, che fa risvegliare Rikki grazie ai sali; una volta a casa, la ragazza spiega agli amici perché desiderava tanto recuperare la statuetta. La cassa viene infine recuperata da Zane e Lewis, che consegnano i soldi della ricompensa a Rikki, permettendole così di non trasferirsi.
- Altri interpreti: Burgess Abernethy (Zane Bennett), Brittany Byrnes (Charlotte Watsford), Andy McPhee (Terry Chadwick).

## Febbre da pesce
- Titolo originale: Monster
- Diretto da: Jeffrey Walker
- Scritto da: Philip Dalkin

### Trama
Emma regala a Cleo un corallo trovato durante un'immersione, che la ragazza mette nell'acquario insieme al suo pesciolino Hector. Dopo essersi ferita al dito con il corallo, Emma comincia a comportarsi in modo strano, continuando a mangiare pesce; intanto, anche Hector continua a saltare fuori dalla vaschetta per avere altro mangime. Dopo essersi resi conto che la colpa è del corallo, Lewis lo porta al biologo marino del parco acquatico, che crea una tossina che permette a Emma ed Hector di tornare normali.
- Apparizione finale di: Caroline Kennison (Lisa Gilbert), Jared Robinsen (Neil Gilbert).

## La Luna piena
- Titolo originale: Moonwalker
- Diretto da: Jeffrey Walker
- Scritto da: Chris Roache

### Trama
Il padre di Cleo organizza un campeggio con le due figlie sull'isola Mako proprio la notte della Luna piena; di conseguenza, anche Emma e Rikki decidono di seguire Cleo al campeggio. A loro si uniscono anche Lewis e Charlotte: il primo per tener d'occhio le sirene, la seconda perché non vuole lasciare il suo ragazzo solo con Cleo. Nonostante le precauzioni adottate da Lewis, però, Cleo rimane vittima della Luna piena quando la sorella Kim la sveglia perché ha paura. Quando Lewis, uscito a fare una passeggiata con Charlotte dopo le insistenze di lei, si rende conto dell'accaduto, chiama Emma e Rikki, ma anche loro vengono stregate dalla Luna e raggiungono Cleo alla piscina naturale. 
Intanto, Charlotte, avendo seguito Cleo, arriva alla piscina naturale e vede l'acqua che ribolle in seguito all'effetto della Luna. Quando la ragazza sta per toccare l'acqua, Emma, nascosta, congela la piscina. Il giorno dopo, temendo che Charlotte sia diventata una sirena, Lewis la schizza con del succo, ma la ragazza non si trasforma.
- Altri interpreti: Brittany Byrnes (Charlotte Watsford), Cleo Massey (Kim Sertori), Alan David Lee (Don Sertori).

## Grandi cambiamenti
- Titolo originale: Cleo vs. Charlotte
- Diretto da: Colin Budds
- Scritto da: Sam Carroll

### Trama
Cleo confessa a Rikki che Lewis le manca molto e l'amica la sprona a riallacciare l'amicizia con il ragazzo, sfruttando il suo essere sirena, l'unica cosa che lei e Charlotte non hanno in comune.
Intanto, Emma spera di diventare il nuovo supervisore del JuiceNet, ma il posto viene dato ad Ash, che in poche ore modifica tutta l'organizzazione del locale. Inizialmente la ragazza ne è molto irritata e cerca di far capire ai suoi colleghi che tutti quei cambiamenti sono negativi, ma poi, visto che le modifiche attuate da Ash sortiscono effetti positivi, decide di chiedere scusa al ragazzo per il suo comportamento. Tuttavia Ash, vedendo che il latte è andato a male perché è stato messo al posto sbagliato, crede che sia stata Emma, l'unica restia ai cambiamenti, e la licenzia. Quando, però, scopre che la colpa è di Amber, va a casa di Emma a porgerle le sue scuse promettendo di riassumerla e la ragazza accetta inoltre di andare al cinema con lui.
- Altri interpreti: Brittany Byrnes (Charlotte Watsford), Craig Horner (Ash Dove).

## Irresistibile
- Titolo originale: Irresistable
- Diretto da: Colin Budds
- Scritto da: Chris Anastassiades

### Trama
Zane chiede a Lewis alcune informazioni sull'ambra grigia, un profumo che si dice abbia effetti afrodisiaci sulle sirene e, nonostante Lewis gli dica di lasciar perdere perché è solo una leggenda, ne compra una bottiglietta su internet. Derivando, però, dagli escrementi delle balene, il profumo ha un odore molto sgradevole. Distratti da Charlotte, Lewis e Zane si dimenticano la boccetta su un tavolino del JuiceNet, dove viene raccolta da Nate. Il ragazzo se ne applica un po', ma, mentre tutti i clienti del bar scappano per l'odore, Emma, Cleo e Rikki ne sono attratte irresistibilmente. L'effetto dell'ambra grigia, però, svanisce quando Nate si allontana, lasciando le sirene ignare di quello che è successo: infatti, quando Ash chiede a Emma delle spiegazioni, la ragazza gli risponde che è tutto a posto.
Poco dopo, Nate invita le ragazze in spiaggia a fare un bagno con lui dopo essersi spruzzato l'ambra grigia. Lewis e Zane, però, scoperto che l'Ambra Grigia ha davvero effetto, riescono a impedire che Emma, Cleo e Rikki si tuffino in acqua, rivelando il loro segreto e, recuperata la boccetta, ne svuotano il contenuto in mare. Tornati al JuiceNet, Emma chiarisce l'equivoco con Ash.
- Altri interpreti: Burgess Abernethy (Zane Bennett), Jamie Timony (Nate), Alan David Lee (Don Sertori), Brittany Byrnes (Charlotte Watsford), Craig Horner (Ash Dove), Cleo Massey (Kim Sertori).

## Doppio guaio
- Titolo originale: Double Trouble
- Diretto da: Colin Budds
- Scritto da: Simon Butters

### Trama
Elliot si prende una cotta per Kim, la sorella di Cleo, e la invita al parco acquatico. Avendo bisogno di consigli, però, chiede a Lewis di accompagnarlo e, arrivati là, scoprono che anche Cleo, su insistenza di suo padre, è stata costretta ad accompagnare Kim. Quest'ultima pretende che Elliot paghi tutto e, quando il ragazzino si rifiuta di assecondare ancora i suoi capricci, butta in acqua un orso gigante che le aveva comprato per costringere Elliot a recuperarlo. Intanto, Cleo viene schizzata da un motoscafo e si tuffa in acqua, ma non può risalire in superficie perché alcuni visitatori sono accorsi sul molo a vedere che cosa è caduto. Lewis, però, si tuffa in acqua a prendere l'orso, facendo credere a tutti che la cosa arancione vista sott'acqua era il peluche. Arrivati al JuiceNet, Elliot lascia Kim.
Intanto, Emma è gelosa di Rikki e Ash, che parlano e scherzano insieme. Alla fine, però, scopre che i due stavano organizzando una sorpresa per lei perché è stata eletta "Migliore dipendente del mese".
- Apparizione finale di: Trent Sullivan (Elliot Gilbert).

## Stregate dalla Luna
- Titolo originale: Moonstruck
- Diretto da: Colin Budds
- Scritto da: Philip Dalkin

### Trama
Ash chiede a Emma di uscire con lui, ma, essendoci la Luna piena, la ragazza rifiuta perché crede che tra loro non potrà mai funzionare e si rifiuta di rivelare ad Ash il suo segreto come le consigliano le amiche. Vedendo che il ragazzo è abbattuto, Rikki e Cleo consigliano ad Ash di osare di più e così, quella sera, il ragazzo si presenta da Emma, che è a casa da sola insieme alle amiche, per prepararle una cenetta romantica. Aprendo la porta, Cleo rimane stregata dalla Luna riflessa sul vassoio, ed Emma, non potendo sottrarsi alla cena di Ash, prega Rikki di tenerla d'occhio, ma anche Rikki rimane stregata dalla Luna. Le due sirene decidono di fare in modo che Emma riveli la sua vera identità ad Ash e la fanno cadere nella vasca da bagno, dove la ragazza cade sotto l'influsso dalla Luna. Proprio quando Ash sta per aprire la porta del bagno, vedendo così Emma sirena, arriva Lewis, che lo manda via. Il giorno dopo, Emma chiede scusa ad Ash per la sera prima, gli confessa i suoi sentimenti e lo bacia.
- Altri interpreti: Brittany Byrnes (Charlotte Watsford), Craig Horner (Ash Dove).

## L'anniversario
- Titolo originale: The Heat is On
- Diretto da: Colin Budds
- Scritto da: Philip Dalkin

### Trama
In occasione dell'anniversario di quando sono diventate sirene, Cleo organizza una festa alla grotta naturale dell'isola Mako, ma Emma e Rikki litigano perché al JuiceNet Zane ha rovesciato del succo, facendo bagnare Emma, e Ash ha cacciato il ragazzo dal locale. Impegnate ad assistere a una sfida a biliardo tra i rispettivi fidanzati, le due sirene non si accorgono che l'ora dell'appuntamento con Cleo è passata da molto tempo e soltanto quando arriva Lewis a farglielo notare Emma e Rikki vanno a Mako. Qui si riappacificano e festeggiano il loro anniversario con Cleo. Intanto, Zane e Ash, notando che le ragazze se ne sono andate, lasciano perdere la loro sfida.
- Altri interpreti: Brittany Byrnes (Charlotte Watsford), Craig Horner (Ash Dove).

## Il segreto di Gracie (prima parte)
- Titolo originale: The Gracie Code (1)
- Diretto da: Colin Budds
- Scritto da: Max Dann

### Trama
Facendo delle ricerche sui campi magnetici di Mako, Lewis scopre che cinquant'anni prima un certo Max Hamilton aveva condotto la sua stessa ricerca e, trovato l'indirizzo, va a casa sua per chiedergli dei consigli; tuttavia, non appena il ragazzo nomina Mako, Max diventa scontroso e lo allontana. Spiando Lewis che parla con Cleo e notando il medaglione al collo della ragazza, Max chiede al ragazzo di poter vedere il ciondolo e, quando Lewis glielo porta, gli confessa di esserne lui l'artefice e di averne fatti tre. Per avere la ricerca, Lewis accetta di portare Max a Mako e, giunti lì, l'uomo si dirige alla piscina naturale, dove trova Cleo che aspetta Lewis. In dubbio su come abbia fatto la ragazza ad arrivare lì, Max la schizza con dell'acqua, scoprendo che è una sirena. L'uomo racconta poi a Lewis e Cleo la storia di Julia, Gracie e Louise, le precedenti sirene, e che Gracie, la sua ragazza, era quella che soffriva di più la nuova vita. Tornati sulla terraferma, Max consegna la sua ricerca a Lewis.
- Altri interpreti: Ashleigh Brewer (Grace "Gracie" Watsford), Brittany Byrnes (Charlotte Watsford), Craig Horner (Ash Dove), Taryn Marler (Julia Dove), Matthew Scully (Max Hamilton adolescente), Trent Sullivan (Elliot Gilbert), Martin Vaughan (Max Hamilton adulto).

## Il segreto di Gracie (seconda parte)
- Titolo originale: The Gracie Code (2)
- Diretto da: Colin Budds
- Scritto da: Anthony Morris

### Trama
Emma, Cleo, Rikki e Lewis sistemano gli appunti di Max in camera di Cleo, ma, per dedicarsi alla ricerca, Lewis dimentica un appuntamento con Charlotte. Quest'ultima, sospettosa, va a casa di Cleo a chiederle spiegazioni: mentre sta per andarsene, vede una foto di Gracie e chiede alle sirene come mai hanno una foto di sua nonna. Le tre ragazze, stupite, le rispondono che l'hanno trovata in un mercatino, ma Charlotte, non convinta, torna in camera di Cleo quando lei non c'è e porta via un filmino. Dopo averlo trasferito su un DVD, la ragazza lo guarda, scoprendo così che sua nonna era una sirena.
Intanto, Ash invita Emma al mare per fare una nuotata, ma la ragazza gli racconta di aver avuto una brutta esperienza e che ora l'acqua non l'attira più come una volta. All'insaputa di Emma, Ash decide di farle passare la paura e, mentre sono sulla spiaggia, la prende in braccio e la porta in acqua, ma la ragazza riesce a farlo tornare indietro prima che la butti in acqua. Offesa, Emma si allontana, ma poi torna indietro per confessare ad Ash il suo segreto. Tuttavia, la cosa le viene impedita dall'arrivo di un gruppo di ragazzi. Il giorno dopo, Ash si scusa con Emma, che però gli dice di sapere che lui lo voleva fare per il suo bene.
- Altri interpreti: Ashleigh Brewer (Grace "Gracie" Watsford), Brittany Byrnes (Charlotte Watsford), Craig Horner (Ash Dove), Taryn Marler (Julia Dove), Cleo Massey (Kim Sertori), Matthew Scully (Max Hamilton adolescente).

## La quarta sirena
- Titolo originale: And Then There Were Four
- Diretto da: Colin Budds
- Scritto da: Susan MacGillicuddy

### Trama
Dopo aver scoperto il segreto di sua nonna, Charlotte è sempre più ossessionata dalle sirene e chiede a Lewis di aiutarla a trovare il ragazzo che era insieme a sua nonna nel filmino, del quale sa solo che si chiama Max. Lewis, però, deride Charlotte, dicendole che le sirene non esistono e, per evitare ulteriori problemi, riporta la ricerca a Max. Tuttavia, Charlotte lo segue e, capendo che il vecchio è Max, decide di parlargli: all'inizio l'uomo si dimostra evasivo, ma quando Charlotte gli dice di essere la nipote di Gracie, Max le racconta la verità. Mentre Lewis va da Cleo, Emma e Rikki per informarle che Max ha parlato, Charlotte riconosce che la piscina in cui si tuffa sua nonna nel filmino è la stessa che aveva visto durante il campeggio a Mako, e noleggia una barca per andare là. Mentre è alla piscina, Charlotte vede alcune figure sott'acqua e si nasconde, scoprendo così il segreto di Emma, Rikki e Cleo, uscite per un'ultima nuotata prima della Luna piena. 
Quando le sirene se ne vanno, Charlotte prova a toccare l'acqua, ma visto che non succede nulla si allontana. Tuttavia, proprio in quel momento, l'acqua, illuminata dalla luna, attiva la magia e comincia a ribollire, e la ragazza si tuffa. Il giorno dopo, raggiunta da Lewis sul molo, Charlotte si tuffa in acqua, rivelandogli di essere diventata una sirena.

## Una supersirena
- Titolo originale: Bubble, Bubble, Toil and Trouble
- Scritto da: Sam Carroll
- Diretto da: Colin Budds

### Trama
Mentre nuota, Cleo incontra Charlotte e, corsa a scuola per raccontarlo alle amiche, scopre che Emma e Rikki hanno già appreso la novità da Lewis. Le tre ragazze, anche se Rikki non è d'accordo, decidono di aiutare Charlotte ad affrontare la sua nuova vita da sirena e a scoprire qual è il suo potere. Inizialmente sembra che la ragazza non ne abbia, ma poi Charlotte scopre di avere, come Cleo, la capacità di manipolare l'acqua. Intanto, Cleo, Emma e Rikki rischiano di essere bocciate in educazione fisica e, per rimediare, decidono di entrare a far parte della squadra di beach volley della scuola, che deve affrontare in un match la prima in classifica. Essendo necessarie quattro persone, anche Charlotte si unisce alla squadra con la speranza di essere accettata dalle altre sirene. Durante la partita, essendo le avversarie troppo forti, Cleo utilizza il suo potere di controllare il vento per dirottare la palla e fare dei punti, ma smette dopo una ramanzina di Lewis; tuttavia, la loro squadra rischia comunque di perdere quando Charlotte, colpita dalla palla bagnata, si tuffa in mare. Poco prima che l'arbitro dichiari la loro sconfitta, però, Charlotte torna e le quattro sirene, facendo gioco di squadra, riescono a vincere e vanno al Juicenet a festeggiare. Qui, alla domanda di Rikki riguardo a come abbia fatto ad asciugarsi così in fretta, Charlotte risponde mostrando loro di non avere soltanto i poteri di Cleo, ma anche quelli di Emma e Rikki.
- Altri interpreti: Brittany Byrnes (Charlotte Watsford), Dajana Cahill (Cindy), Caroline Stainsby (signorina Scarf).

## Spericolata
- Titolo originale: Reckless
- Diretto da: Colin Budds
- Scritto da: Max Dann

### Trama
Cleo, Emma e Rikki cercano di insegnare a Charlotte a usare i suoi poteri in modo responsabile e soltanto in caso di necessità, ma la ragazza ritiene di non aver bisogno dei loro consigli. Intanto Nate, sostenendo che sia colpa di Lewis se la sua moto d'acqua si è rotta, pretende che il ragazzo ne paghi le riparazioni, ma, visto che Lewis non ne ha intenzione, decide di prendergli la barca. Charlotte, ritenendo la pretesa di Nate ingiusta, decide di fargliela pagare e, mentre il ragazzo si allontana dal molo del Juicenet con la barca di Lewis, utilizza i propri poteri per cercare di sbalzarlo fuori bordo. Tuttavia, Cleo, Emma e Rikki combinano i loro poteri per contrastare quelli di Charlotte, riuscendo infine a prevalere. Le tre ragazze, però, sentendosi esposte perché tutti si domandano che cosa sia successo, chiedono a Lewis di parlare con Charlotte; quest'ultima, intanto, si è convinta di essere l'unica vera sirena e la sola a meritarlo, essendo la nipote di Gracie, e decide di fare a meno di Emma, Cleo e Rikki.
- Altri interpreti: Brittany Byrnes (Charlotte Watsford), Craig Horner (Ash Dove), Jamie Timony (Nate).

## Il numero perfetto
- Titolo originale: Three's Company
- Diretto da: Colin Budds
- Scritto da: Sam Carroll

### Trama
In occasione del compleanno di Lewis, le quattro sirene progettano di organizzargli una festa e Charlotte, credendo di conoscere i gusti del ragazzo meglio delle altre, decide di farne una a sorpresa a casa propria. Rikki, però, esasperata dalle manie di comando di Charlotte, lascia il gruppo e decide di trascorrere più tempo con Zane. All'inizio Lewis rimane piacevolmente sorpreso dalla festa organizzata in suo onore, ma né la musica, né il cibo sono di suo gradimento, e degli invitati conosce soltanto Ash, Cleo ed Emma, mentre gli altri sono tutti amici e conoscenti di Charlotte. Durante i festeggiamenti, la quarta sirena chiude Emma e Cleo nella sala motori della piscina, congelando la maniglia e facendo uscire dell'acqua dai tubi all'interno del locale: le due ragazze si ritrovano così trasformate in sirene. Poco dopo, Ash e Lewis, accortisi dell'assenza di Emma e Cleo, telefonano a Rikki, che si reca alla festa con Zane. La coppia arriva proprio nel momento in cui Ash, scoperto dove sono le due ragazze, sta per forzare la maniglia della porta con un cacciavite. Mentre Zane distrae il ragazzo, Rikki libera le amiche, che decidono di allontanarsi anche loro da Charlotte, e insieme organizzano in fretta una nuova festa per Lewis. Poco dopo, il ragazzo lascia la casa di Charlotte per andare a festeggiare su una barca con Ash, Zane, Cleo, Emma, Rikki e i suoi amici di scuola.
- Altri interpreti: Burgess Abernethy (Zane Bennett), Brittany Byrnes (Charlotte Watsford), Craig Horner (Ash Dove), Lincoln Lewis (compagno di scuola), Cleo Massey (Kim Sertori).
- Apparizione finale di: Tiffany Lamb (Annette Watsford)

## L'amore ritrovato
- Titolo originale: Sea Change
- Diretto da: Colin Budds
- Scritto da: Robert Armin

### Trama
Charlotte chiede a Lewis di non vedere più Cleo, Emma e Rikki, e, dopo averla battuta in un duello a colpi di magia, strappa il ciondolo di Gracie a Cleo; quest'ultima, profondamente delusa da Lewis, che ha accettato a malincuore la richiesta di Charlotte, si tuffa in mare. Il giorno successivo, quando Emma e Rikki vengono a sapere dal padre di Cleo che la ragazza non è tornata a casa, vanno a cercarla a Mako, ma, non trovandola, chiedono l'aiuto di Lewis. Il ragazzo ha intanto trovato il suo cellulare nella borsa di Charlotte, che glielo ha sottratto per impedirgli di tenersi in contatto con Cleo, e, dopo aver scoperto che Cleo non ha davvero consegnato di sua spontanea volontà il ciondolo a Charlotte, come questa gli ha raccontato, la lascia. Su consiglio di Max, Lewis si reca alla barriera di Dreyton, luogo nel quale anche Gracie si rifugiava, e, dopo aver salvato la sirena dagli squali, lui e Cleo si chiariscono e, dopo un bacio, tornano insieme. Mentre Lewis riporta la ragazza a casa dalla sua famiglia, Charlotte medita vendetta contro Cleo.
- Altri interpreti: Brittany Byrnes (Charlotte Watsford), Craig Horner (Ash Dove), Caroline Kennison (Lisa Gilbert), Alan David Lee (Don Sertori), Cleo Massey (Kim Sertori), Jared Robinsen (Neil Gilbert), Martin Vaughan (Max Hamilton).

## La magia persa
- Titolo originale: Unfathomable
- Diretto da: Colin Budds
- Scritto da: Chris Roache

### Trama
Al Juicenet, Cleo, Emma e Rikki incontrano Charlotte e la mettono in guardia sulla Luna piena di quella sera; la ragazza, però, utilizza i suoi poteri per sollevarle da terra e smette soltanto all'arrivo di Ash, che assiste a parte della scena. Mentre Lewis scopre da Max che quella Luna piena, per un particolare allineamento planetario che si verifica una volta ogni 50 anni, può togliere per sempre i poteri da sirena, Ash arriva a casa di Emma, mentre con le amiche sta ultimando i preparativi per cautelarsi dalla luce lunare, a chiederle spiegazioni su quello che ha visto prima, ma la ragazza non è pronta a rivelargli il suo segreto.
Intanto, sorta la Luna, Charlotte si fa stregare dalla sua luce e con la magia fa uscire l'acqua da tutti i rubinetti della casa di Emma, ma Lewis riesce a convincerla ad andare con lui a Mako. Mentre Ash lascia Emma perché non vuole aprirsi con lui, Cleo va a Mako da Lewis e, raggiunta poco dopo da Emma e Rikki, le tre sirene combattono contro Charlotte, che perde alla fine tutti i poteri. Il giorno successivo, Charlotte dice a Lewis di aver capito che, come sua nonna, non era tagliata per fare la sirena, e gli riconsegna il ciondolo di Gracie. Dopo aver ottenuto da Charlotte la promessa che manterrà il segreto delle sirene, Lewis ridà il ciondolo a Cleo, mentre Emma porta Ash sulla spiaggia e gli rivela il suo segreto.
- Apparizione finale di: Claire Holt (Emma Gilbert), Brittany Byrnes (Charlotte), Craig Horner (Ash Dove), Martin Vaughan (Max Hamilton).